# Nagylónyai református templom

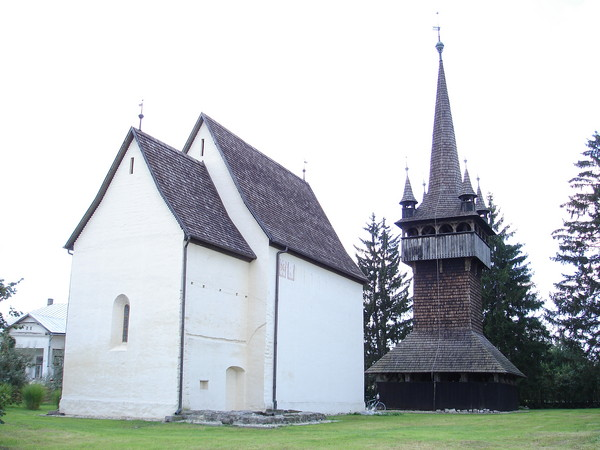
A templom és a fa harangláb

A beregi Tiszahát méltán sokat emlegetett műemléke a 13. században emelt lónyai (nagylónyai) templom, amely a mellette álló fatoronnyal a beregi tájegység ékessége.

## A templom építészete

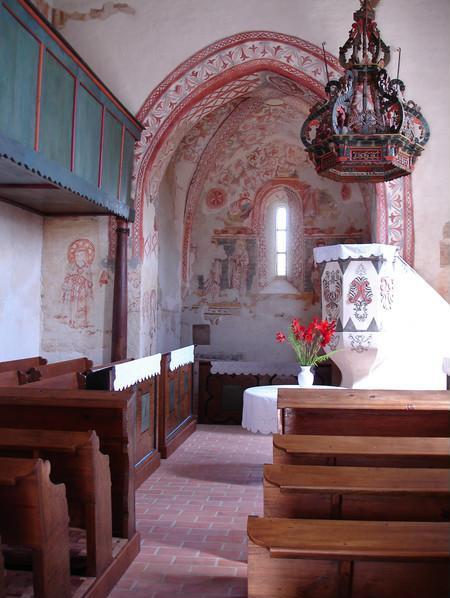
Templombelső a szószékkel és a freskókkal

A templom terméskő alapozású, falai téglából épültek. Északi oldalán valaha sekrestye állt, amely alapját a feltárások során visszaépítették. A 13. században épült templom feltételezhetően ugyanazon műhely munkája, amelynek a környék középkori templomait (Csaroda, Márokpapi, Vámosatya) is tartoznak. Átépítésekre a 14-15. század során sor került, de ezek nem voltak jelentősek, így a templom megőrizte eredeti középkori stílusjegyeit.
A templom szerkezete torony nélküli, egyhajós, egyenes szentélyzáródású templom, alaprajza szabályos téglalap. A bejárati (nyugati) oldalon gótikus, tagozott kőkeretezésű, barokk ajtószárnnyal zárt kapu található, amely felett már a református építészetet jelző domborműben egy kakas található. A kapu felett kis csúcsíves ablak enged fényt a karzatra.
A szentély keleti és déli oldalán egy-egy a hajó déli falán két nagyobb, egy kisebb félköríves záródású, tölcséresen táguló ablak található, emellett a restaurálás közben találtak egy még kisebb befalazott ablakot, amelyet kibontottak és az ismét látható. Az épület északi homlokzata nyílástalan, a szentély falán az elbontott sekrestye befalazott ajtónyílása és boltozatválla jól láthatóan mutatkozik.
A templom 19. századi helyreállítása során a hajó és a szentély azonos magasságra hozott ereszvonala fölé egyező gerincmagasságú, de különböző hajlású, a szentély felett lekontyolt tető épült.
A hajót sík famennyezet fedi, a csúcsíves diadalívvel leválasztott szentély keresztboltozatos. A szentély padlózatát a 17. században megemelték és az emelet padló alatt kripta volt, amelyet a 19. század elején kiürítettek, majd a felújítás során – a faliképek feltárása miatt – elbontották.
A templomtér nyugati és északi oldalát oszlopokon álló, mellvédes karzat keretezi.

## A templom belső elrendezése
A hajót lefedő sík deszkamennyezet, a karzat-mellvéd és a padok az 1800-as években készültek, eredeti színezésük helyreállítható. A gyönyörű faragott-festett szószékkorona Asztalos Sándor Ferenc munkája 1776-ból, aki a tákosi templombelső famunkáit is készítette. A felújítást követően eredeti pompájában tekinthető meg a karzat és szószékkorona, valamint a szószék eredeti díszítése és festése is restaurálva lett.
A templombelső páratlanul gazdag, a falak szinte összefüggő felületben a figurális gótikus falképektől a 17. századi ornamentális díszítőfestésig több rétegben díszítettek.
A legkorábbi falképek a templom építése idején, a 13. század második felében keletkeztek. A körökbe rajzolt templomfelszentelési keresztek mellett több női és férfi „mosolygó” szent képét is feltárták a restaurátorok. A déli falon a lovas Szent György küzd meg a sárkánnyal, a diadalívnél pedig Köpenyes Mária köpönyege alól kukucskálnak ki oltalomkereső arcok. A diadalív másik oldalán látható Szent Julianna kép. Különlegessége, hogy az ókeresztény szent ábrázolására Magyarországon nincsen több példa. Ószövetségi prófétákat, apostolokat, szenteket találunk az ábrázolásokon ebből a korból, többek között Szent Imrét és Szent Istvánt is láthatjuk palástban, országalmával és buzogányos kormánypálcával.
A települést egykor birtokló Lónyay-família és velük együtt a falu népe már igen korán, nagyjából a 16. század közepén református hitre tért. Ekkor a falakat fehérre meszelték. A 17. században azonban a szentély boltozatát indás-virágos ornamentális díszítéssel borították be, mely a 17-18. századi famennyezetek mintáival mutat rokonságot. A festést feltehetően finanszírozó kegyúr, idősebb Lónyay Menyhért (nem azonos a később miniszterelnök gróf Lónyai Menyhérttel) ugyancsak a falakon hagyta a névjegyét, hiszen a 17. századi díszítés tetszetős eleme az LM monogrammot viselő Lónyay-címer.

## A templom rövid története

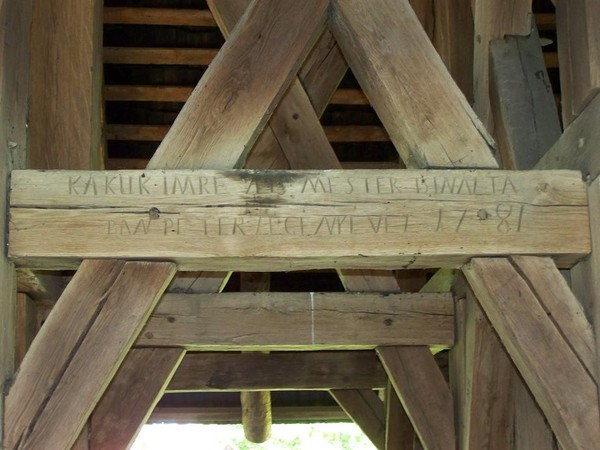
„KAKUKK IMRE ÁTS MESTER TSINÁLTA BÁN PÉTER LEGÉNYÉVEL”

A Péter és Pál apostolok tiszteletére szentelt római katolikus templomát és Péter nevű papját 1332-35-ben a pápai tizedjegyzékek már említik. A falut 1567-ben a tatárok elpusztították, de a templom épülete átvészelte a dúlást. A visszatelepedő lakosság már református lett, akik 1595-ben anyaegyházközséget alkottak és birtokukba véve használták a középkori templomot. A településen jelenleg két gyülekezet található, a Kislónyai és Nagylónyai Református gyülekezet.

## A harangtorony
A harangtorony bejárat felől eső gerenda felirata szerint a harangtornyot „KAKUKK IMRE ÁTS MESTER TSINÁLTA BÁN PÉTER LEGÉNYÉVEL”, a készítés évének 1781-et jelöltek meg az építők. A harangtorony a templom nyugati homlokzata előtt áll, négyzet alaprajzú alépítményen és törzsön kiugró galériaszintje négy sarok fiatoronnyal ékesített karcsú nyolcszögbe záródó sisakkal fedett. Magassága 26.5 méter, amely a szerkezeti felépítésében Bereg legkecsesebb harangtornyává teszi. A tetők és a törzs zsindelyezett, íves-oszlopos galériájának mellvédje díszesen faragott.
A toronyban két harang lakik, a régebbi 1666-ban készült Eperjesen Ulrich Mátyás mester által, míg a másikon 1741-es évszám olvasható.

## Elérhetőség látogatóknak
A templom Lónyán, a Kossuth Lajos u. 91. szám alatt található, látogatható a vasárnapi istentiszteletek kivételével minden nap. A templom kulcsait a parókián őrzik, érdeklődni helyben vagy előzetesen egyeztetni telefonon lehet.

## Képgaléria

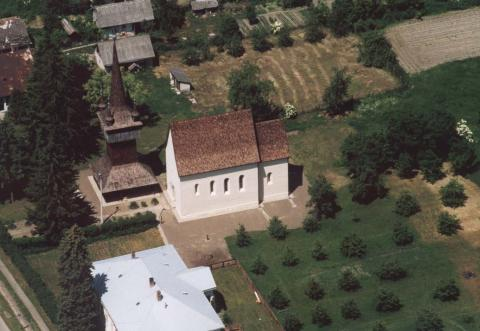
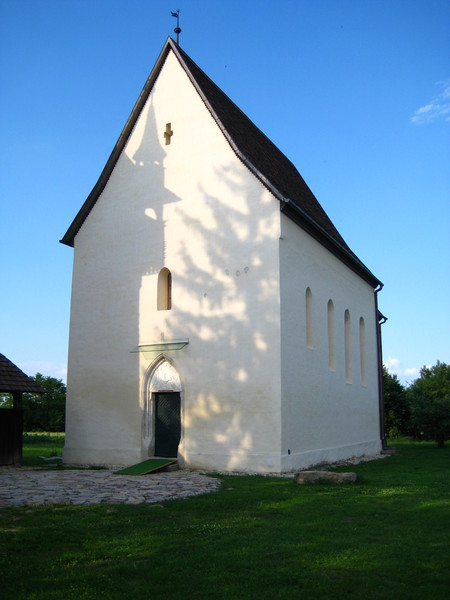
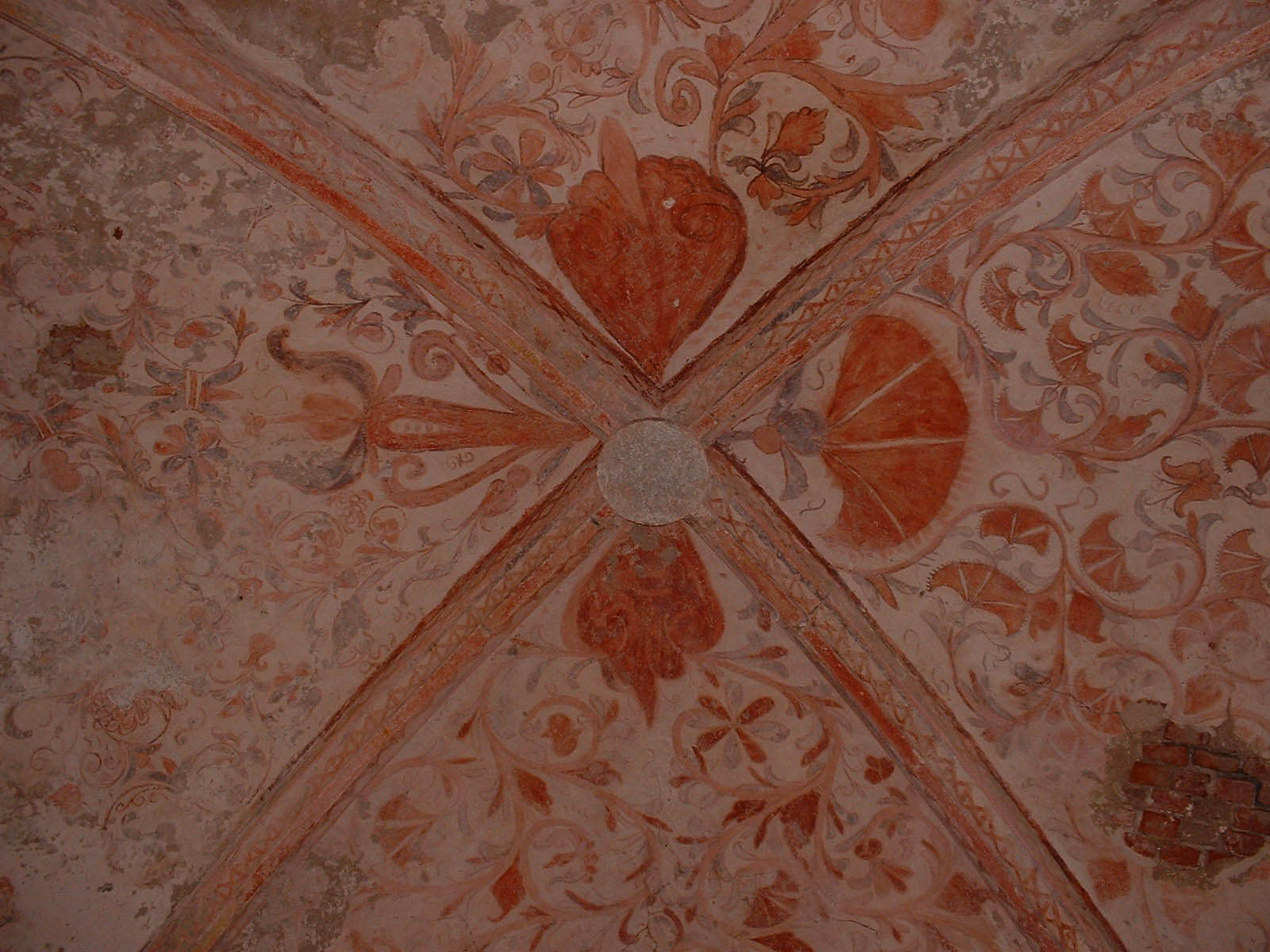
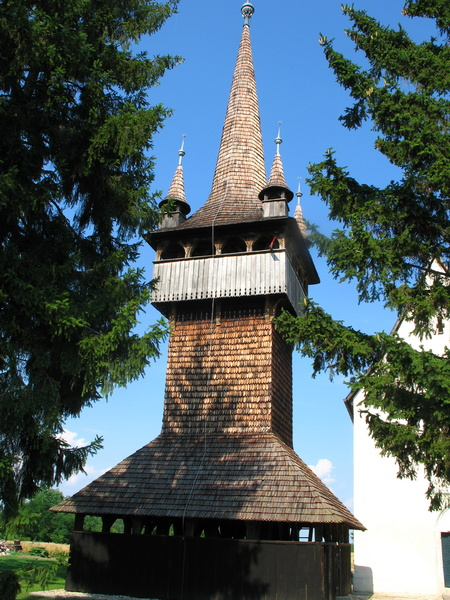
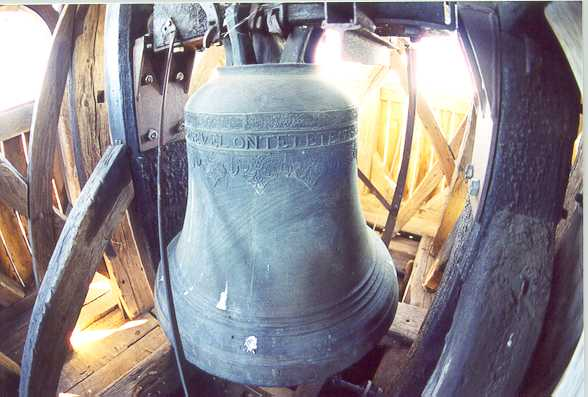